# Projekt
Om du letade efter Wikipedia-projekt, se Wikipedia:Projekt.
Projekt är ett uppdrag som utförs av en tillfällig arbetsorganisation för att åstadkomma ett i förväg bestämt resultat. 
Det latinska ordet för projekt projicere betyder egentligen utkast och betydde ursprungligen en plan. Från mitten av 1900-talet har ordet betydelse förskjutits till att förutom planeringen också avse genomförandet av planen.  
En formell definition på projekt är : En temporär satsning för att framställa en unik vara eller tjänst.
- Temporär avser att projektet har en viss varaktighet med en start och ett slut.
- Satsning innebär att någon tilldelar projektet resurser av något slag.
- Unik är att projektet avser att ta fram någonting som inte gjorts tidigare. Det unika kan ligga i det slutliga resultatet eller det sätt som detta framställs på.
- Vara eller tjänst innebär att projektet syftar till att ta fram någonting, att det ska producera ett slutresultat. Slutresultatet kan vara konkret, till exempel en ny produkt för ett företag, ett nytt IT-system. Slutresultatet kan även vara mer abstrakt som en organisationsändring eller en tjänst.

## Historik
Projektet var från början ett sätt att hantera extraordinära uppgifter i organisationer, det vill säga uppgifter som var av engångskaraktär och som den vanliga linjeorganisationen inte var utformad att klara av. Projektformen har därför ibland också kommit att betraktas som motsatsen till regelstyrda byråkratier och standardiserad massproduktion.
Precis som det finns en omfattande teoribildning och metodapparat när det gäller att utforma effektiva industriella produktionssystem, så finns det också en omfattande kunskapsbas när det gäller hur man skapar, planerar, genomför och levererar projekt. Även om ansatser till en särskild lära om projektstyrning fanns redan under 1900-talets första hälft, så var det först i och med andra världskrigets rustningar som man började se tillfälliga engångsuppgifter som ett avgränsat kunskapsområde. Genombrottet för projektstyrning kom i och med det så kallade Polaris-projektet under senare hälften av 1950-talet, då den amerikanska flottan genom användande av modern operationsanalys lyckades förkorta utvecklingstiden för ett missilsystem med flera år. Efter detta blev metoderna för projektstyrning oerhört populära även inom civila samhällssektorer, och projektet som organisationsform blev allt vanligare i västvärlden.
Förutom de ursprungliga tillämpningarna inom produktutveckling och byggnation har projektformen spridit sig till förändringsarbete, systemutveckling, strategisk ledning mm, och många företag bedriver stora delar av sin verksamhet inom ramen för olika projekt. De ansvariga för projektens genomförande, alltså projektledarna, har blivit en egen yrkeskår med egna organisationer, universitetsexamina, certifieringsinstitut, metodstandards och mötesfora. Forskning om projektstyrning bedrivs på många ledande universitet och tekniska högskolor världen runt (inte minst i Sverige), och det finns internationella forskarnätverk och akademiska specialtidskrifter på området.
Den tidiga metodutvecklingen inom projektstyrning rörde sig främst om planeringen av projekten, med andra ord hur man kan dela upp en projektuppgift i hanterliga delar, för att sedan inordna dessa i detaljerade tidsplaner. Från 1910-talets enkla Gantt-schema har denna utveckling blivit alltmer matematiskt avancerad, och flertalet metoder finns nu tillgängliga i lätthanterade datorprogram.
Redan i slutet av 1950-talet blev det även tydligt att projektledning inte bara handlade om effektiv aktivitetsplanering; projektet var en högst speciell ledarutmaning och förhållandet till omgivande organisatoriska strukturer ofta problematiskt. Med inspiration från teorier om ledarskap, gruppdynamik, beslutsfattande, organisationsdesign och pedagogik har det växt fram en omfattande kunskap kring hur projektorganisationer fungerar.
Sedan början av 1990-talet har allt fler organisationer kommit att bli projektbaserade, så att projektet blivit den vardagliga organisationsformen snarare än ett enstaka undantag. Inom branscher som telekom, bioteknik, konsultverksamhet och även viss myndighetsutövning har projektorganisering blivit standard. I många fall arbetar majoriteten av de anställda i dessa organisationer dagligen i projekt, med leveransprojekt, utvecklingsprojekt och förändringsprojekt. Läran om projektstyrning är läran om att styra enskilda projekt. Läran om organisationers projektmognad är hur företag och organisationers skall styra och organisera alla sina projekt på övergripande nivå.

## Ett projekt har
- uppdragsgivare/beställare
- särskilt rekryterad personal, s.k. projektanställda
- projektchef, projektledare, projektadministratör
- ett klart definierat mål
- aktiviteter
- en start och ett slut
- egen budget
- milstolpar